# 阿斯貝克河
52°7′2″N 8°36′22″E / 52.11722°N 8.60611°E
阿斯貝克河（德語：Asbeke），是德國的河流，位於該國西部，處於北萊茵-威斯特法倫州，該河流屬於艾庫姆米倫巴赫河的左支流，河道全長2.4公里。